# Közepes harmatfű
A közepes harmatfű (Drosera intermedia) a szegfűvirágúak (Caryophyllales) rendjébe, ezen belül a harmatfűfélék (Droseraceae) családjába tartozó faj.

## Előfordulása
A közepes harmatfű európai elterjedési területe Skandináviától a Földközi-tengeri térségig tart; helyenként nem ritka. Magyarországon nem fordul elő. További állományai Észak-Amerikában és Dél-Amerikában vannak.

## Megjelenése
A közepes harmatfű 5-15 centiméter magas rovarfogó növény. Az 5-10 milliméter hosszú és 3-5 milliméter széles levéllemezek fordított tojás vagy ék alakúak, fokozatosan hosszú nyélbe keskenyedők. A levelek felállók. A füzérszerű virágzatok a tőálló levélrózsa kissé megnyúlt tengelyének alján erednek, ívben felemelkedők és mereven feltörők, a leveleknél többnyire kissé hosszabbak.

## Életmódja
A közepes harmatfű tőzegmoha- és átmeneti lápok lakója, időszakosan víz alá kerülő homoktalajokon is előfordul.
A virágzási ideje július–augusztus között van.

## Képek

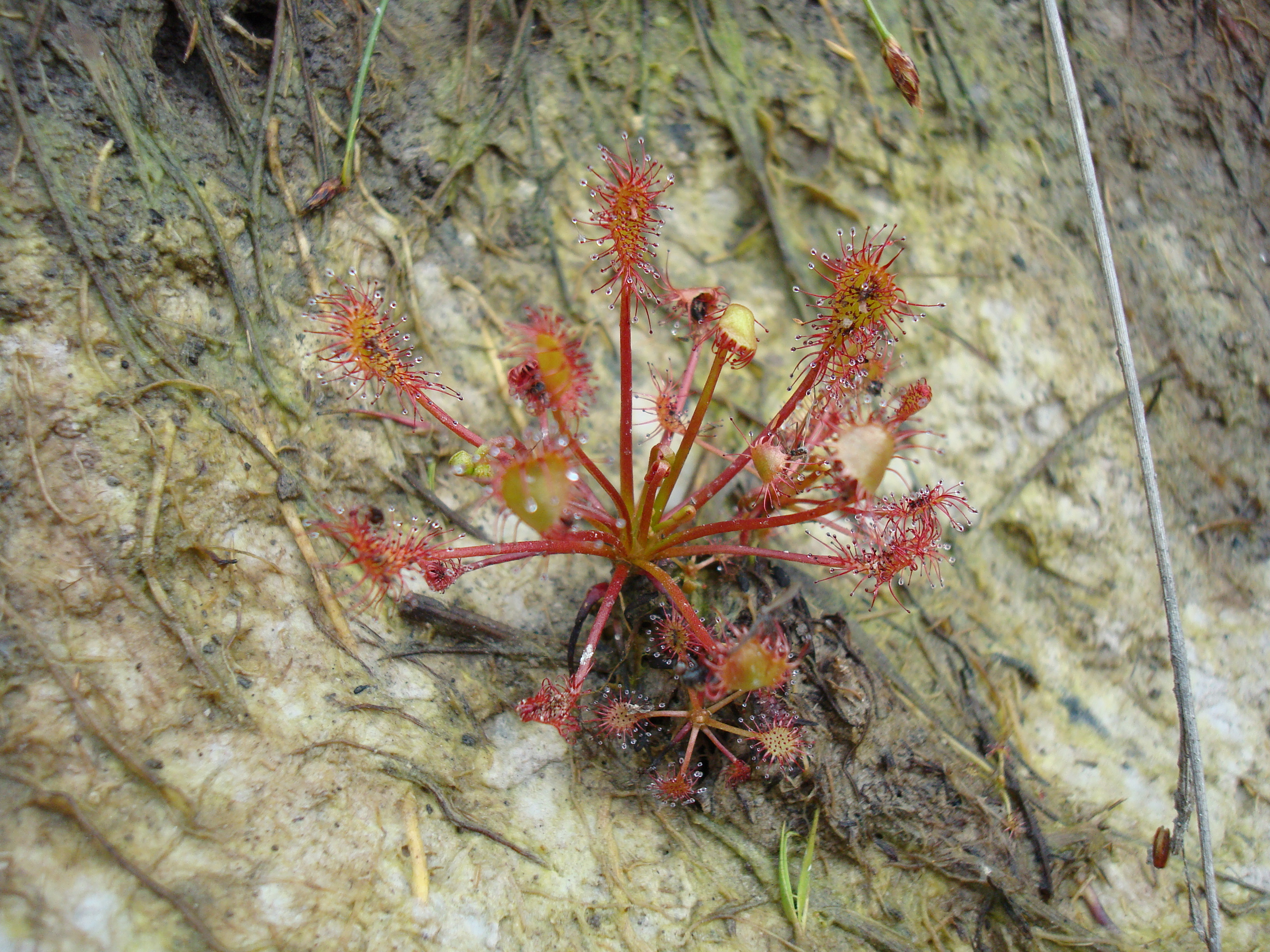
A növény
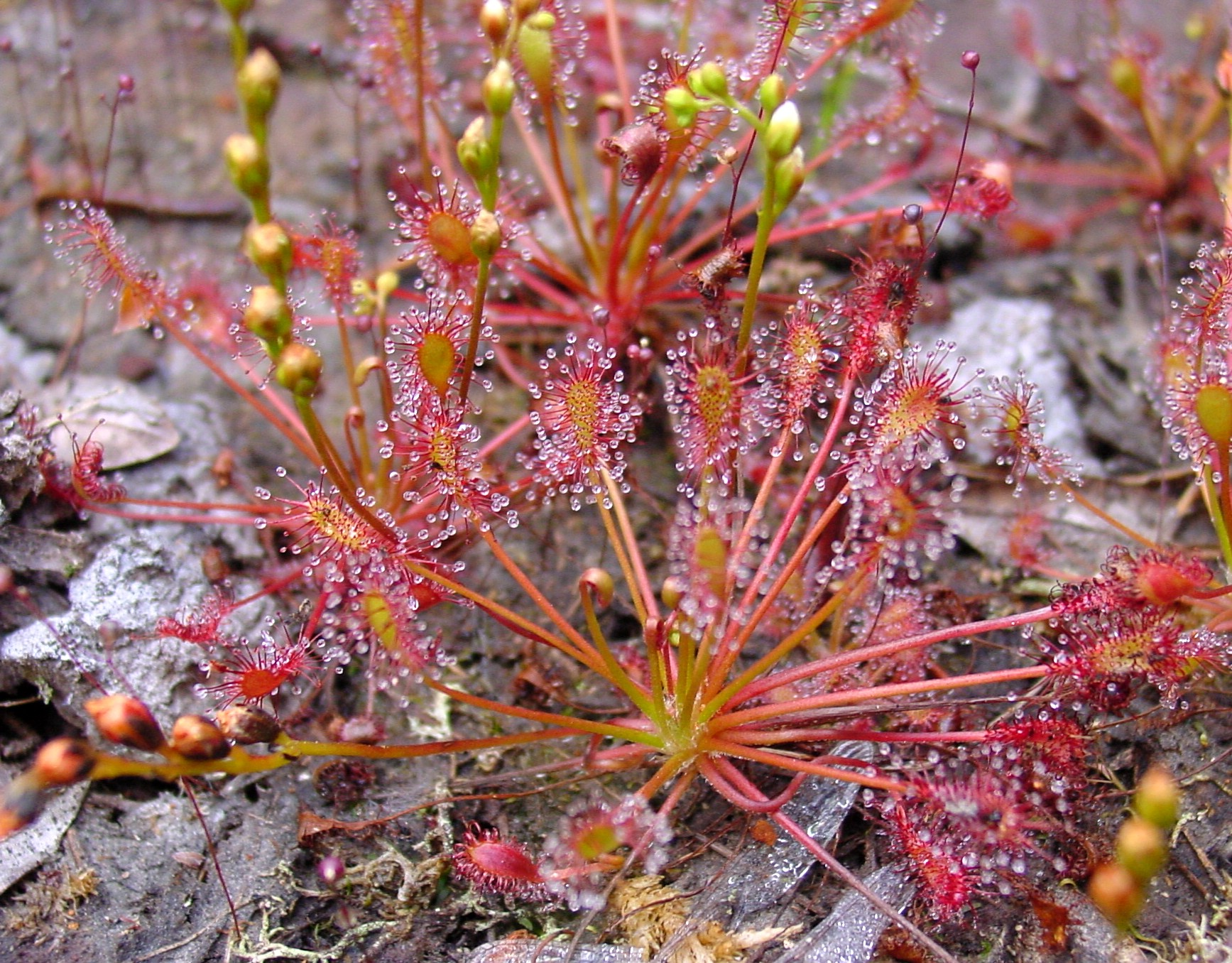
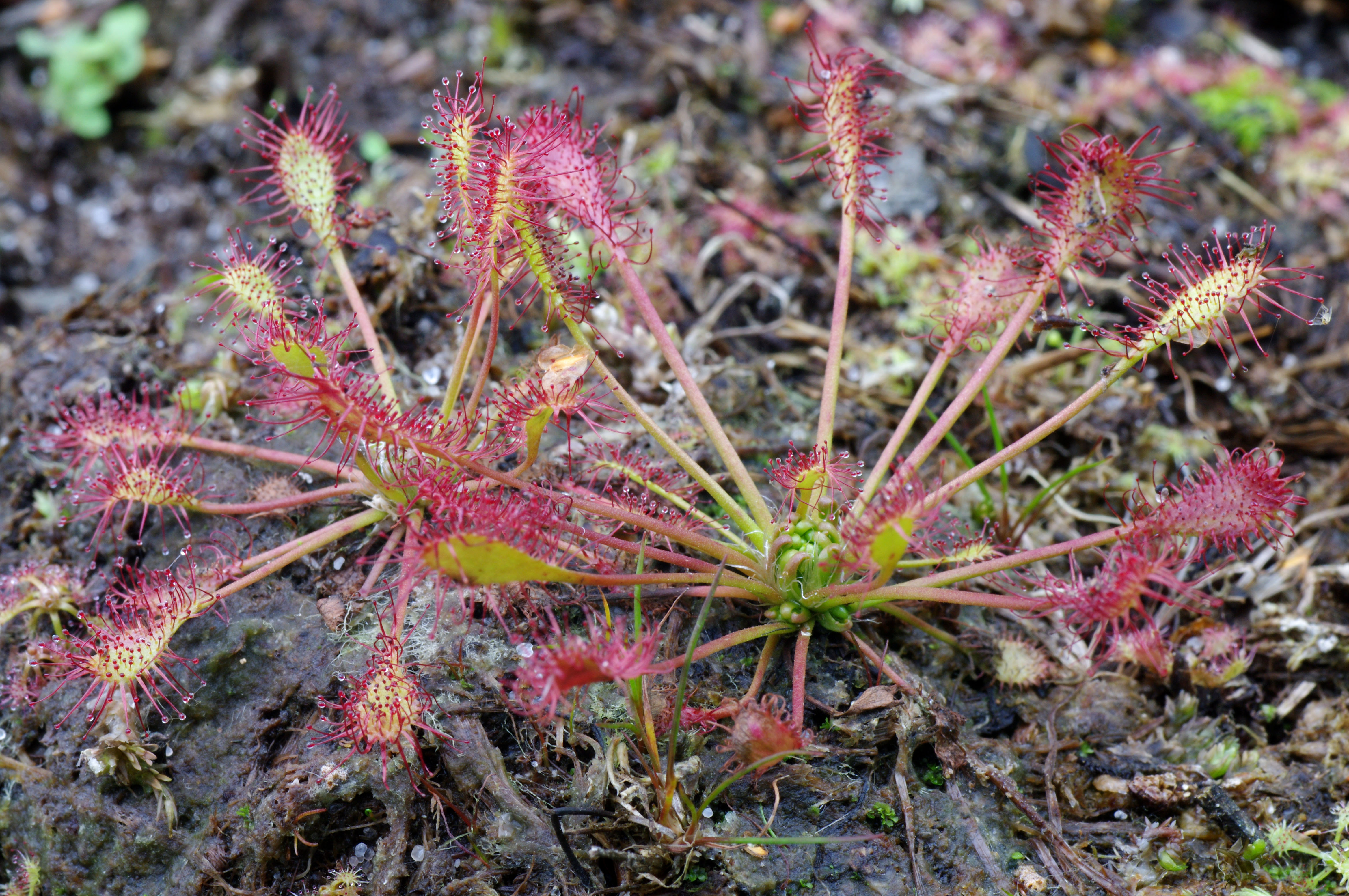
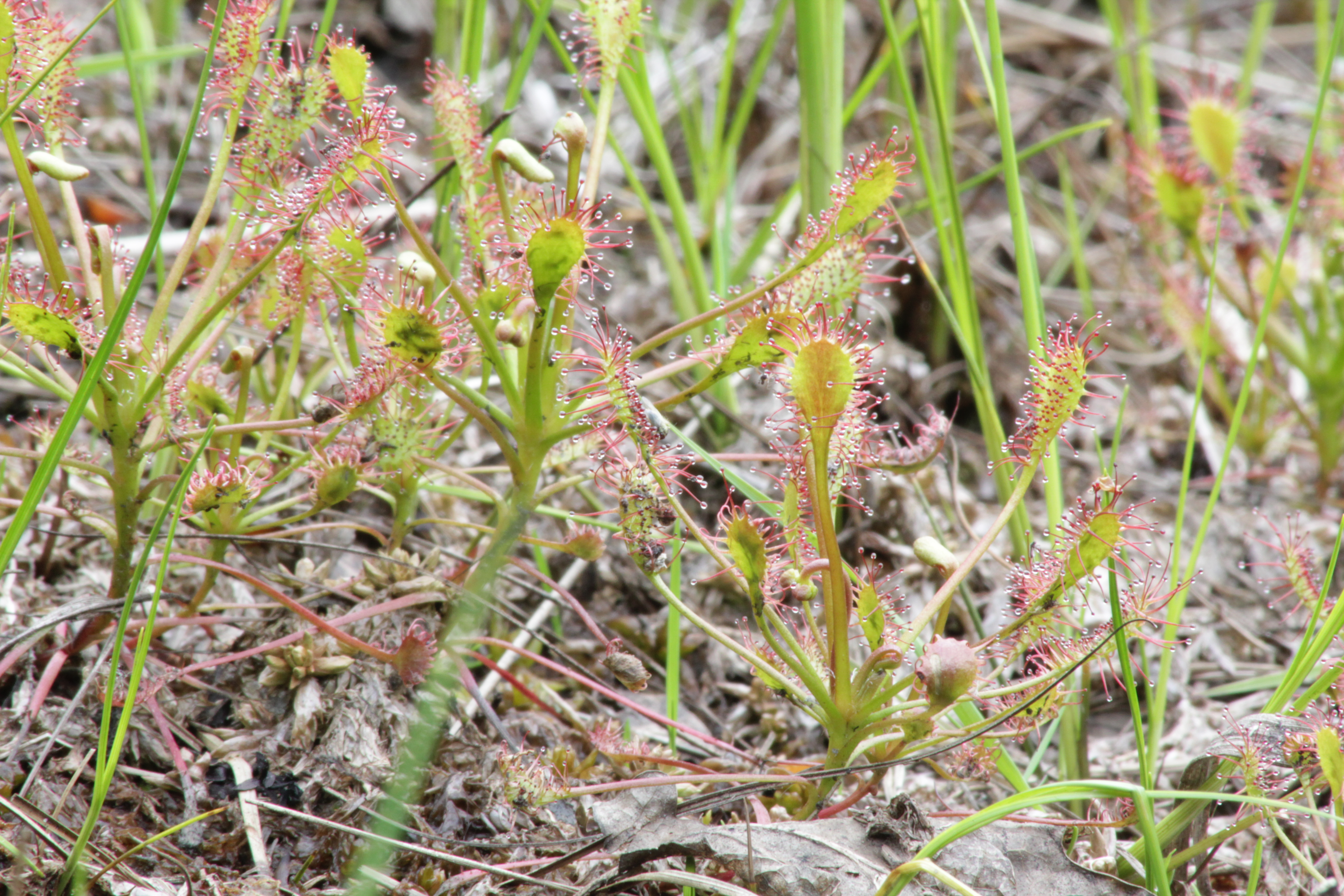
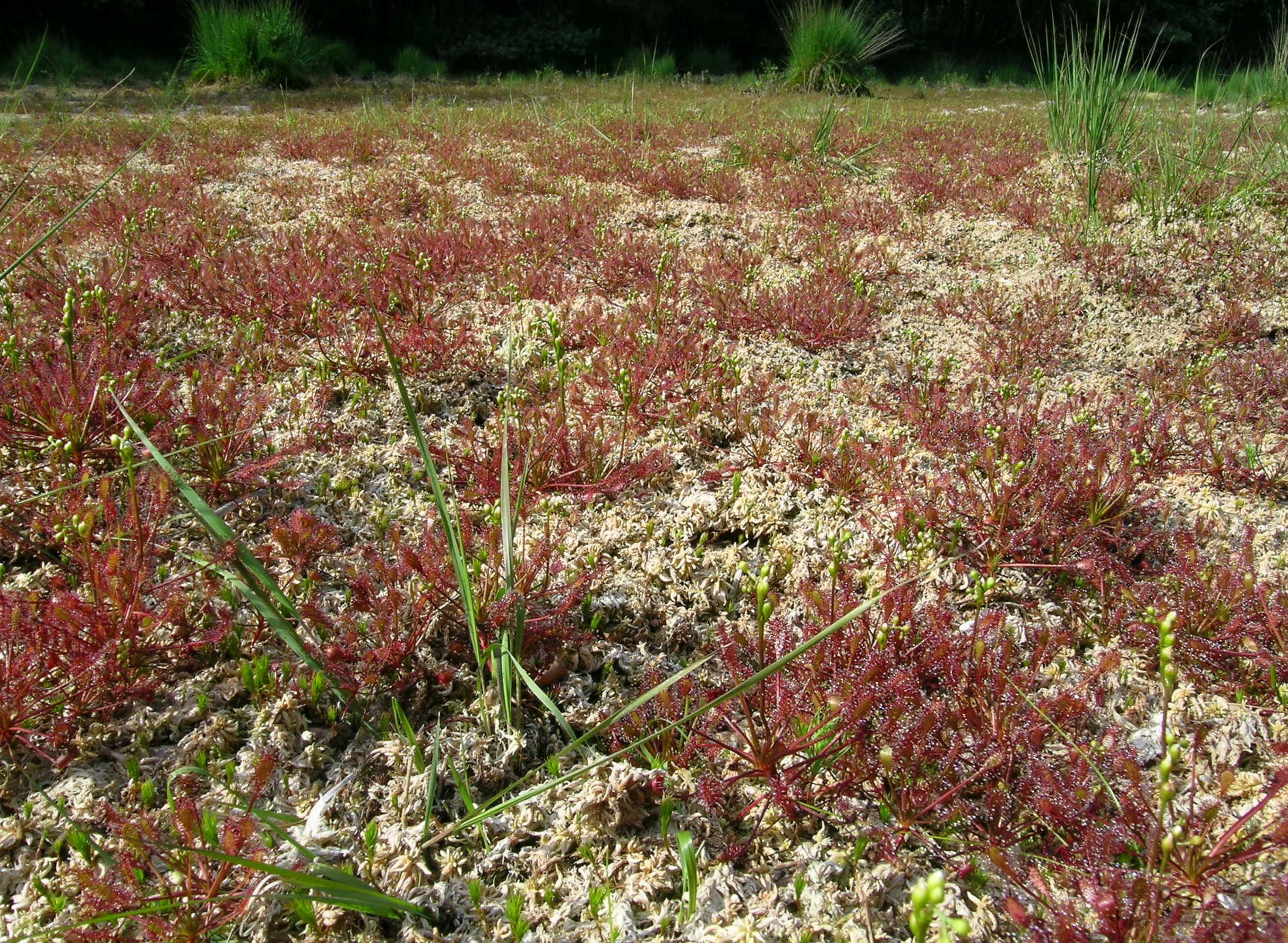
Telepe
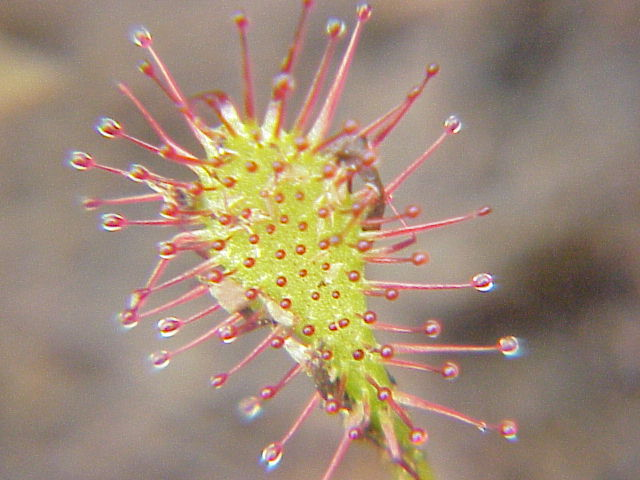
Rovarfogó levéllemeze
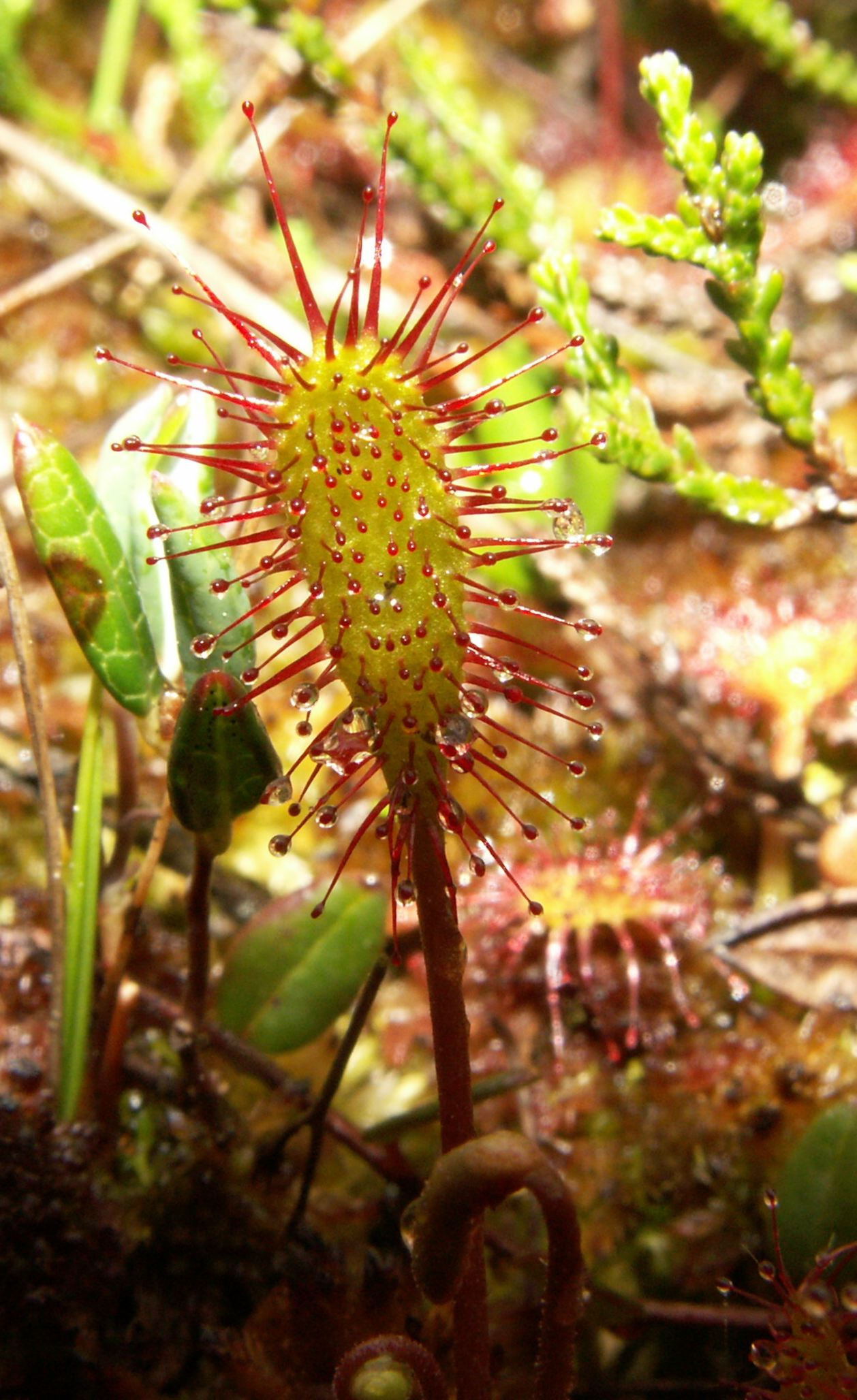
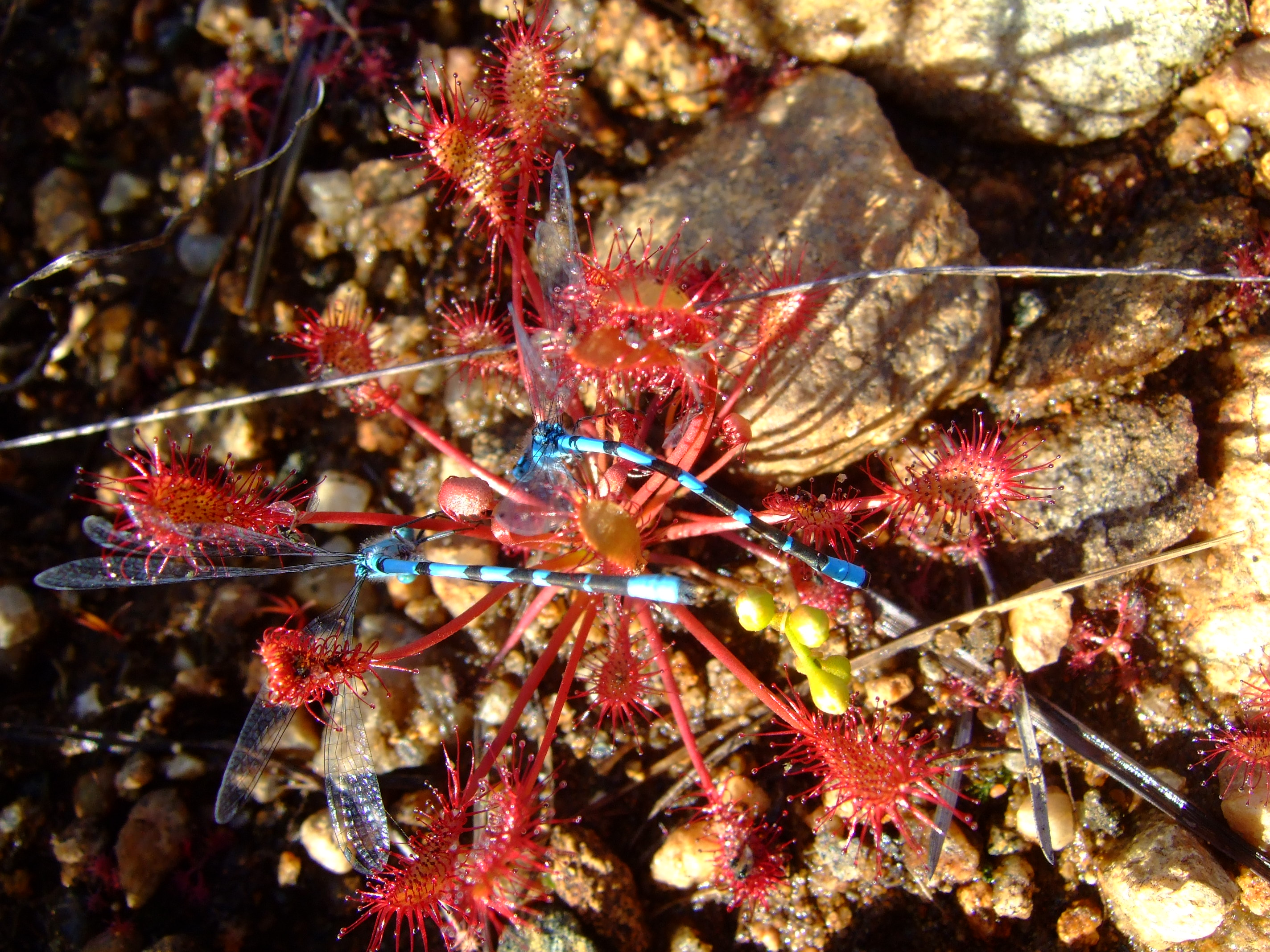
Itt kéksávos légivadászok (Enallagma cyathigerum) kerültek a csapdába
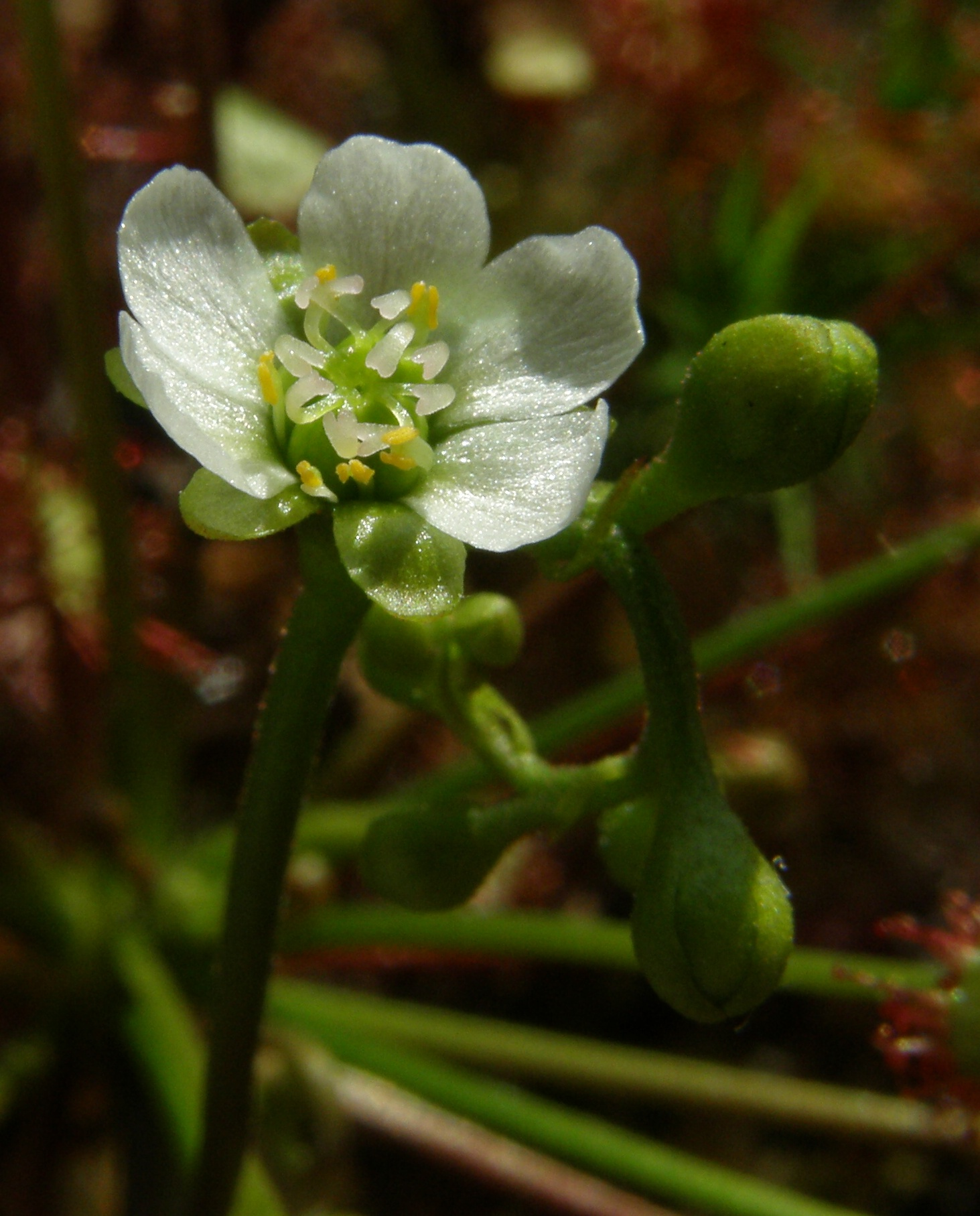
Virága
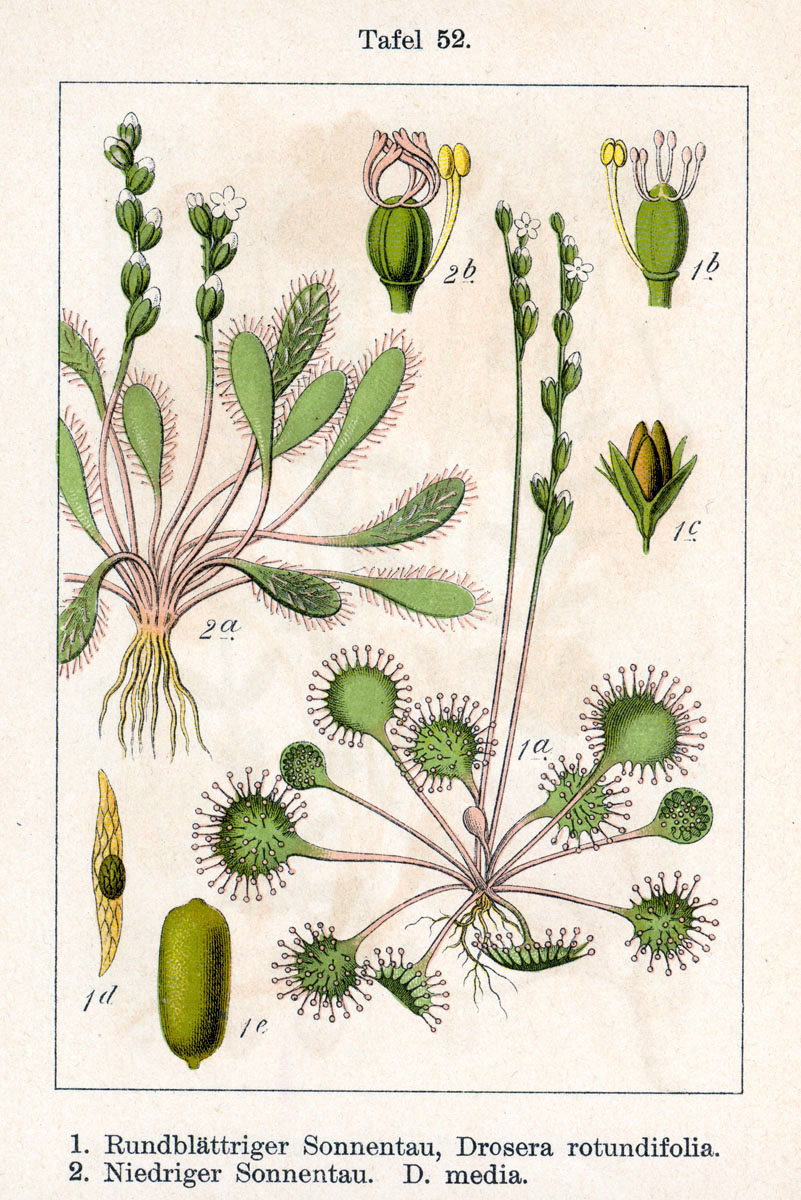
Rajz a növényről (a 2. számú példány a közepes harmatfű)